# Acaena laxa
Acaena laxa é uma espécie de rosácea do gênero Acaena, pertencente à família Rosaceae.